# Budy Zaklasztorne
Budy Zaklasztorne (prononciation : [ˈbudɨ zaklaʂˈtɔrnɛ]) est un village polonais de la gmina de Puszcza Mariańska dans le powiat de Żyrardów de la voïvodie de Mazovie dans le centre-est de la Pologne.
Il se situe à environ 3 kilomètres au nord-ouest de Puszcza Mariańska (siège de la gmina), 10 kilomètres au sud-ouest de Żyrardów (siège de la Powiat) et à 53 kilomètres au sud-ouest de Varsovie (capitale de la Pologne).
Le village possède approximativement une population de 440 habitants en 2006.

## Histoire
De 1975 à 1998, le village appartenait administrativement à la voïvodie de Skierniewice.